# Neoschoenobia
Neoschoenobia és un gènere d'arnes de la família Crambidae.

## Taxonomia
- Neoschoenobia caustodes (Meyrick, 1934)
- Neoschoenobia pandora (Meyrick, 1910)
- Neoschoenobia testacealis Hampson, 1900

## Espècies antigues
- Neoschoenobia decoloralis Hampson, 1919